# Райх, Герман

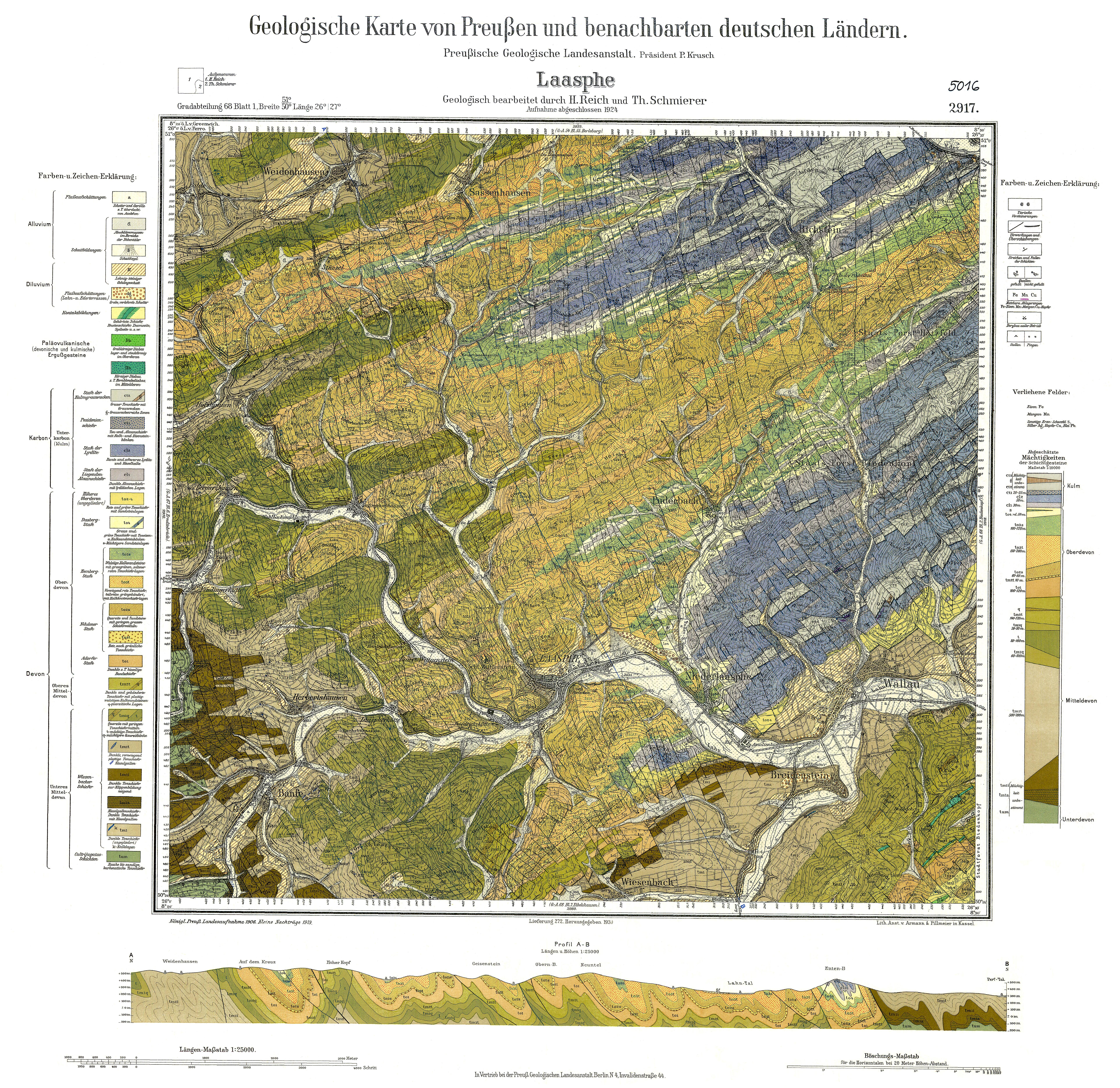
Геологическая карта Ласфе работы Райха с соавтором

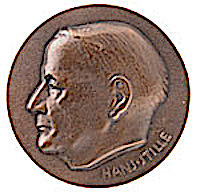
Медаль Ханса Штилле

Георг Герман Райх (нем. Georg Hermann Reich; 19 декабря 1891, Аффальтерталь (Эглофштайн) — 21 мая 1976, Гёттинген) — немецкий геофизик и геолог.

## Биография и научная деятельность
Райх учился в евангелической гимназии Гютерсло, где получил аттестат зрелости в 1910 году. Затем он изучал геологию в Гейдельбергском университете, Эрлангенском университете и Фрайбургском университете Альберта Людвига, где в 1915 году получил докторскую степень под руководством Вильгельма Декке по геологии (стратиграфии и тектонике) вулканической области Урах. Во время учёбы он стал членом Эрлангенской ассоциации немецких студентов. После военной службы во время Первой мировой войны он был ассистентом в Кёнигсберге и в Гёттингенском университете у сейсмолога Эмиля Вихерта, где начал заниматься геофизикой. После сдачи государственного педагогического экзамена в 1921 году он поступил на службу в Прусский государственный геологический институт, переименованный позже в позже «Имперское управление почвенных исследований». Здесь он занимается геологическими исследованиями Виттгенштайнер-Ланд и окрестностей с созданием крупномасштабных геологических карт 1:25000.
В 1925 году он закончил хабилитацию в Берлинском техническом университете, где работает приват-доцентом горного факультета, а с 1931 года — доцентом. В 1945 году стал доцентом в Гёттингене, а в 1948 году — профессором прикладной геофизики в Мюнхенском университете Людвига-Максимилиана, где основал геофизический институт с обсерваторией в Фюрстенфельдбрукке.
Герман Райх был пионером в использовании метода рефракционной сейсмики, который он пропагандировал вместе с другими геофизическими методами сейсморазведки среди геологов Германии, а также был одним из инициаторов проведения Геофизического исследования Рейха с 1934 г., которое использовалось, в частности, для поиск нефти и газа (с сейсмическими, магнитными и гравиметрическими исследованиями). Он также провёл обширные магнитометрические исследования, в том числе месторождений угля, руды и соли, и обнаружил аномалию Пригниц на севере Германии. После войны он посвятил себя сейсмическим исследованиям в предгорьях Альп в Баварии. Он также использовал мощные взрывы боеприпасов в Гельголанде, устроенных британцами, для сейсмических исследований.

## Награды и отличия
- Медаль Ханса Штилле Немецкого геологического общества (1948)
- Член-корреспондент Баварской академии наук (1958)
- Почётный член Немецкого геологического общества
- Почётный член Немецкого геофизического общества

## Основные работы
- Магнитизм. Измерения в Верхней Силезии, в юбилейном сборнике 44 Прусского геологического управления, 1924 г., стр. 319—42.

Magnet. Messungen in Oberschlesien, in: Jb. d. Preuß. Geolog. Landesamtes 44, 1924, S. 319—42.
- Значение: новые геофизические методы исследований, Геофизика 1, 1924/25.

Bedeutung d. neuen geophysikal. Unters.methoden f. d. Geol., in: Zs. f. Geophysik 1, 1924/25.
- Прикладная геофизика для горняков и геологов, 2 тома, Лейпциг, Академическое издательство, 1933 г.

Angewandte Geophysik für Bergleute und Geologen, 2 Bände, Leipzig, Akademische Verlagsgesellschaft 1933.
- Соредактор (совместно с Хансом Хальком, М. Рёссигером и Рудольфом фон Цвергером журнала «Вклад в прикладную геофизику», Лейпциг, 1944, том 11, и автор рецензий на книги в разделе «Реферат» в выпуске 2 тома 11.

Mitherausgeber zusammen mit Hans Haalck, M. Rössiger und Rudolf von Zwerger von Beiträge zur Angewandten Geophysik, Leipzig, 1944, Band 11, und Autor, z. B. von Buchbesprechungen unter Referate in Heft 2 von Bd. 11.
- Основы прикладной геофизики для геологов, Лейпциг, Академическое издательство Гешта и Портига, 1960 г.

Grundlagen der Angewandten Geophysik für Geologen, Leipzig, Akademische Verlagsgesellschaft Geest und Portig 1960.
- Совместно с Р. фон Цвергером: Прикладная геофизика (в карманном формате), Лейпциг, Беккер и Эрлер, 1943 г.

mit R. von Zwerger: Taschenbuch der Angewandten Geophysik, Leipzig, Becker und Erler, 1943.
- Основы геофизики для геологов, 1960.

Grundlagen d. Angew. Geophysik f. Geologen, 1960.